# Nadleśnictwo Świdwin
Nadleśnictwo Świdwin – nadleśnictwo podlegające pod Regionalną Dyrekcję Lasów Państwowych w Szczecinku położone jest w środkowej części województwa zachodniopomorskiego. Obejmuje części powiatów: świdwińskiego, białogardzkiego, drawskiego oraz łobeskiego. Powierzchnia nadleśnictwa według stanu na 1 października 2012 wynosi 24824,56 ha. Obszar nadleśnictwa podzielony jest na trzy obręby: Świdwin (9651,56 ha), Podwilcze (6031,96 ha), Klęcko (9141,04 ha).

## Władze nadleśnictwa
- Nadleśniczy - mgr inż. Rafał Grzegorczyk
- Zastępca Nadleśniczego - mgr inż. Michał Argasiński
- Główny Księgowy - mgr Monika Mańka
- Komendant Posterunku Straży Leśnej - inż. Grzegorz Gulbas

### Leśnictwa
W skład Nadleśnictwa Świdwin wchodzi 17 leśnictw:
Obręb Klęcko (9141,04 ha):
- Leśnictwo Świdwin (2292,25 ha),
- Leśnictwo Sława (1326,69 ha),
- Leśnictwo Bronowo (1119,29 ha),
- Leśnictwo Klęcko (1515,32 ha),
- Leśnictwo Karsibór (1463,85 ha),
- Leśnictwo Gawroniec (1423,64 ha),

Obręb Podwilcze (6031,96 ha):
- Leśnictwo Sidłowo (1276,31 ha),
- Leśnictwo Sławoborze (1383,42 ha),
- Leśnictwo Nowy Dwór (1226,08 ha),
- Leśnictwo Batyń (2146,15 ha),

Obręb Świdwin (9651,56 ha):
- Leśnictwo Międzyrzecz (1288,06 ha),
- Leśnictwo Lekowo (1031,37 ha),
- Leśnictwo Zagrody (1232,64 ha),
- Leśnictwo Krzecko (1307,82 ha),
- Leśnictwo Biały Zdrój (2334,35 ha),
- Leśnictwo Rusinowo (1180,45 ha),
- Leśnictwo Oparzno (1276,87 ha).

## Ochrona przyrody
Nadleśnictwo obejmuje wazme obszary chronionego krajobrazu: „Drawski Park Krajobrazowy, obszar chronionego krajobrazu „Pojezierze Drawskie”, zespół przyrodniczo - krajobrazowy „Karsibór” oraz inne elementy.
- Drawski Park Karjobrazowy zajmuje 317 ha powierzchni nadleśnictwa,
- obszar chronionego krajobrazu "Pojezierze Drawskie" zajmuje 1283,70 ha powierzchni nadleśnictwa,
- obszary Natura 2000 ważne dla wspólnot: „Dorzecze Parsęty" (PLH320007), „Karsibórz Świdwiński" (PLH320043), „Jeziora Czaplineckie" (PLH320039) oraz obszar specjalnej ochrony ptaków „Ostoja Drawska" (PLB320019).

### Pomniki przyrody
Na terenie nadleśnictwa znajduje się 14 pomników przyrody, na które składa się:
- 8 pojedynczych okazów drzew,
- 1 grupa drzew,
- 4 głazy narzutowe,
- 1 grupa głazów.

## Turystyka
- ścieżka piesza "Jezioro Czapli",
- ścieżka rowerowo - piesza „Szlakiem skarbów sławoborskich i doliny Pokrzywnicy”,
- dwa miejsca biwakowe.